# السياسة اللغوية في البلاد العربية
السياسة اللغوية في البلاد العربية: بحثا عن بيئة طبيعية، عادلة، ديموقراطية، وناجعة، هو كتاب من تأليف اللغوي المغربي عبد القادر الفاسي الفهري، صدر عن دار الكتاب الجديد المتحدة في بيروت عام 2013. اختار الكاتب في هذا العمل مقاربة موضوع السياسة اللغوية العربية، وفي المغرب تحديدا، من منظور شمولي يأخذ بعين الاعتبار الأبعاد الحضارية-الهوية والسياسية والاقتصادية للمسألة اللغوية.

## المؤلف
مؤلف الكتاب هو العالم اللساني والباحث المغربي عبد القادر الفاسي الفهري، المعروف بـ"الفاسي الفهري"، وهو رئيس جمعية اللسانيات بالمغرب و باحث لغوي في اللسانيات العربية المقارنة، وحائز على جائزة الاستحقاق الكبرى في الثقافة والعلوم في عام 1992 من وزارة الثقافة المغربية، كما نال وسام العرش الملكي المغربي من درجة فارس، وتسلمه من المغفور له الملك الحسن الثاني. وقد شارك في العديد من مشاريع البحث العلمي والمؤتمرات دولياً، وله عدة مؤلفات أخرى إلى جانب مؤلف السياسة اللغوية في البلاد العربية.

## عنوان الكتاب
يحمل الكتاب عنوان "السياسة اللغوية في البلاد العربية: بحثًا عن بيئة طبيعية، عادلة، ديموقراطية، وناجعة"، وهو عنوان يعكس الأهداف التي يسعى الكاتب المغربي عبد القادر الفاسي الفهري لتحقيقها. يتناول الكتاب إشكالية اللغة والسياسة اللغوية في العالم العربي ويستعرض سبل الوصول إلى نظام لغوي متكامل ومتكافئ يعزز من العدالة والديمقراطية والفعالية الاجتماعية والثقافية.

## نبذة عن الكتاب
يناقش الكتاب مسألة السياسة اللغوية في العالم العربي من عدة زوايا، مثل كيفية توزيع واستخدام اللغات داخل المجتمعات العربية، والعلاقة بين اللغة والهوية، وتأثير العولمة والتقدم التكنولوجي على السياسات اللغوية. ويبحث الكتاب في مواضيع مثل التدريس باللغة الأم، ودور اللغة العربية الفصحى والعامية، وكذلك دور اللغات الأجنبية في التعليم وسوق العمل. يقدم عبد القادر الفاسي الفهري من خلال كتابه تحليلًا معمقًا للأبعاد الاجتماعية والثقافية والاقتصادية للسياسات اللغوية، ويقترح حلولًا وأطروحات تسهم في بناء سياسة لغوية ديموقراطية وناجحة.
وتتناول رؤية عبد القادر الفاسي الفهري حول السياسة اللغوية في البلاد العربية أهمية اللغة العربية كعنصر محوري في تشكيل الهوية الثقافية والوطنية. يؤكد الفاسي الفهري أن اللغة العربية الفصحى تشكل الركيزة الأساسية التي تجمع الشعوب العربية، وأن الحفاظ عليها وتطويرها ضرورة ملحة في مواجهة تحديات العولمة والتأثير المتزايد للغات الأجنبية. ويرى أن السياسة اللغوية في العالم العربي يجب أن تتسم بالتوازن بين المحافظة على الثوابت اللغوية والتجديد الضروري لتلبية متطلبات العصر الحديث، من خلال تحديث المصطلحات اللغوية وإدخال مفاهيم جديدة دون الإخلال بجوهر اللغة. كما يشدد على ضرورة الاعتراف بالتنوع اللغوي واللهجات المحلية باعتبارها جزءًا من الهوية الثقافية، مع الحفاظ على الوحدة اللغوية الوطنية. ويشير إلى دور المؤسسات الرسمية والأكاديمية في صياغة وتنفيذ سياسات لغوية فعالة تضمن تعزيز مكانة اللغة العربية في التعليم والإعلام والحياة العامة. ويعتبر الفاسي الفهري أن نجاح السياسة اللغوية يتطلب رؤية شاملة تجمع بين الاعتبارات اللغوية والثقافية والاجتماعية والسياسية، لضمان استمرارية اللغة العربية كوسيلة اتصال حية وفاعلة في مختلف مجالات الحياة.

## أهداف الكتاب
يهدف هذا الكتاب إلى تحليل السياسات اللغوية السائدة في البلدان العربية وإبراز التحديات المرتبطة بها، مثل الثنائية اللغوية، وتعزيز الهوية الثقافية، وضرورة التوفيق بين استخدام اللغة الأم واللغات الأجنبية في مختلف المجالات. كما يسعى الكاتب إلى تقديم رؤية واضحة ومتكاملة لسياسة لغوية فعالة وعادلة، تسهم في تطوير التعليم والثقافة والاقتصاد، وتحقق توازنًا بين الأصالة والانفتاح على العالم.
كما جاء هذا الكتاب في إطار تصاعد النقاش في العالم العربي حول اللغة ودورها في التنمية والهوية والثقافة، في ظل استمرار سيطرة اللغات الأجنبية في مجالات التعليم والإدارة والبحث العلمي، مقابل تراجع العربية الفصحى في الاستخدام الرسمي والمعرفي. انشغل الفاسي الفهري بهذا الموضوع باعتباره باحثًا في قضايا اللسانيات الاجتماعية والتخطيط اللغوي.

## محاور الكتاب
- أوضاع اللغة العربية وتحدياتها.

- البيئة السياسية وصنع القرار اللغوي والديمقراطية.

- العدالة اللغوية – البيئية ووسائطها.

- الثقافة والحضارة واللغة.

- اقتصاديات اللغة.

- في سبيل تخطيط واستنهاض لغوي – ثقافي جديد.

## الإشكالات
يستهل الكاتب مؤلفه بلائحة من الإشكالات التي تواجه كل من يرغب في تفحص المسألة اللغوية بالعالم العربي (نذكر من بينها: الازدواجية / الهوية والتماسك والتنوع / علاقة اللغة بالهوية)، ولم تفته الإشارة إلى مناقشة مشكل العامية في الوطن العربي الذي هو ثمرة من ثمار الأزمنة الكولونيالية التي جعلت من تشجيع العاميات ودعمها شكلاً من أشكال الفعل الثقافي والسياسي للنفوذ الاستعماري، والواقع أن عبد القادر الفاسي الفهري يمتلك الذكاء والأداة للحسم في مثل هذه القضايا رغم طابعها الإشكالي واستمرار عوامل نشأتها وشراسة المدافعين عنها، ينتصر الكاتب للمعالجة الوظيفية؛ إذ باعتقاده أن الحل الأمثل والواقعي لهذا الإرث الاستعماري المعقد أن نعمد إلى تصنيف الوسائط اللغوية، إلى جانب اللغة العربية والأمازيغية، وفق الدور الذي نرغب أن تقوم به، دون أن نسعى لمعيرتها، فقيمتها وغناها هو في كونها ليست لغة معيارية قادرة على احتضان التعبيرات الثقافية والإبداعية المختلفة. ففي ألمانيا وفرنسا، مثلاً، توجد إلى جانب اللغة المعيار "لغات" مستعملة في كل مناحي الحياة. وهذه الظاهرة المسماة اصطلاحاً بالازدواجية اللغوية (diglossia) هي عنصر إغناء للغة المعيار بما تتميز به من صيغ وتلوينات تستفيد منها اللغة المعيارية في إطار جدلي بين الثابت المعياري والمتغير العامي. ولعله من أجل تقليص الهوة بين التنوعات اللغوية (المعيار والعامية) نكون بحاجة ماسة إلى سياسة لغوية تخطيطية بواسطتها تتقوى حظوظ اللغة المعيار في أن تصبح قريبة من "الفطرية" من برامج تتميز بـ "الإغماس المبكر" للطفل في بيئة لغوية ملائمة. ومن هنا، ومن خلال علاقة اللغة بالهوية، يمكن للمجتمع أن يبلغ أوجه من فضائل التوحد والتماسك الاجتماعي

## السياسة اللغوية حسب منظور الكتاب
إن السياسة اللغوية التي يدعو إليها د. عبد الفاسي الفهري، تأخذ بعين الاعتبار التشابك الدلالي والترابط النسقي بين الظواهر اللغوية وموازياتها السياسية. فإذا كانت السياسات اللغوية، وهي تخطط للغة، تأخذ بعين الاعتبار عناصر أساسية (الجماعاتية / الديمقراطية التداولية / النظرية النقدية / المساواتية / الليبرالية / اللغة وقضية النوع)، فإن البيئة السياسية وطبيعة النظام الديمقراطي وصحة النظام التمثيلي ووجود سياسة لغوية ديمقراطية، كل ذلك من شأنه أن يمنح صاحب القرار والمخطط اللغوي رؤية واضحة ودقيقة.

## الاثر العلمي والفكري للكتاب
يُعد كتاب "السياسة اللغوية في البلاد العربية" لعبد القادر الفاسي الفهري من الأعمال المرجعية في مجال اللسانيات العربية، حيث يُنسب إليه إدخال مفهوم التخطيط اللغوي (Language Planning) إلى الساحة البحثية العربية، باعتباره علمًا مستقلًا يهتم بتقنين اللغات وتنظيم استعمالها في المجتمع من خلال قرارات وإجراءات سياسية وإدارية مدروسة.
كما يُعتبر الكتاب مساهمة بارزة في تأسيس علم اللسانيات السياسية في العالم العربي، إذ ربط المؤلف بين قضايا اللغة ومفاهيم السلطة والهوية والمواطنة، معتبرًا أن السياسة اللغوية ليست مجرد شأن ثقافي أو تربوي، بل هي جزء من السياسات العمومية للدول.
ويقدم الفاسي الفهري في هذا الكتاب رؤية نقدية للواقع اللغوي العربي، مسلطًا الضوء على فشل الأنظمة العربية في بلورة سياسات لغوية متماسكة، مع تحذيره من استمرار حالة الفوضى اللغوية وتأثيرها السلبي على التنمية والتقدم العلمي.
في ختام عمله، يقترح المؤلف مشروعًا متكاملًا لتخطيط اللغة العربية، يقوم على منظور تنموي يحدد وظائف كل لغة في المجتمع العربي.

## طبعات الكتاب

### الطبعة الأولى
● الفاسي الفهري، عبد القادر. (2013). السياسة اللغوية في البلاد العربية: بحثا عن بيئة طبيعية، عادلة، ديموقراطية، وناجعة. بيروت، لبنان: دار الكتاب الجديد المتحدة.

## محتوى الكتاب
يقع الكتاب في 334 صفحة، ويتضمن ستة فصول:
- الفصل الأول: أوضاع اللغة العربية وتحدياتها
- الفصل الثاني: البيئة السياسية وصنع القرار اللغوي الديمقراطي
- الفصل الثالث: العدالة اللغوية البيئة ووسائلها
- الفصل الرابع: الثقافة والحضارة واللغة
- الفصل الخامس: اقتصاديات اللغة
- الفصل السادس: سبل تخطيط واستنهاض لغوي ثقافي جديد

## المرتكزات الأساسية للسياسة اللغوية العربية
فضّل الدكتور عبد القادر الفاسي الفهري في مؤلفه هذا التركيز على مقاربة موضوع السياسة اللغوية العربية، خصوصاً في المغرب، من منظورٍ عامٍ وشاملٍ يراعي مختلف الأبعاد الحضارية-الهوية والسياسية والاقتصادية للمسألة اللغوية. وقد حسم في مرتكزات هذه السياسة إجمالاً كما يلي:
1. اللغة سيادة وهوية.
2. اللغة عدالة وكرامة.
3. اللغة والتحرر.
4. اللغة والديموقراطية.